# Segunda Liga de 2018–19
A Segunda Liga de 2018–19, conhecida também como Ledman Liga PRO por razões de patrocínio, foi a 29ª edição da Segunda Liga.
Um total de 18 equipas disputaram esta edição. O vencedor foi o Paços de Ferreira que conquistou assim o seu 4º título. O Famalicão também acompanhou o Paços de Ferreira nesta subida, 25 anos depois da última presença. Despromovidos foram o Arouca, Braga B e Vitória SC B.

## Participantes
| Clube                | Cidade                 | Estádio                                 | Lotação | 2017/2018    |
| -------------------- | ---------------------- | --------------------------------------- | ------- | ------------ |
| Académica de Coimbra | Coimbra                | Estádio Cidade de Coimbra               | 29,622  | 4°           |
| Académico de Viseu   | Viseu                  | Estádio Municipal do Fontelo            | 7,744   | 3º           |
| Arouca               | Arouca                 | Estádio Municipal de Arouca             | 5,000   | 6º           |
| Benfica B            | Lisboa                 | Benfica Campus                          | 2,644   | 13º          |
| Braga B              | Braga                  | Estádio 1.º de Maio                     | 28,000  | 16º          |
| Cova da Piedade      | Cova da Piedade        | Estádio Municipal José Martins Vieira   | 3,000   | 9º           |
| Estoril Praia        | Estoril                | Estádio António Coimbra da Mota         | 8,015   | 18° (I Liga) |
| Farense              | Faro                   | Estádio de São Luís                     | 7,000   | 2º (CP)      |
| Famalicão            | Vila Nova de Famalicão | Estádio Municipal 22 de Junho           | 5,300   | 14º          |
| Leixões              | Matosinhos             | Estádio do Mar                          | 9,766   | 8º           |
| Mafra                | Mafra                  | Estádio Municipal de Mafra              | 1,250   | 1º (CP)      |
| Oliveirense          | Oliveira de Azeméis    | Estádio Municipal de Aveiro             | 32,830  | 12º          |
| Paços de Ferreira    | Paços de Ferreira      | Estádio Capital do Móvel                | 9,076   | 17º (I Liga) |
| Penafiel             | Penafiel               | Estádio Municipal 25 de Abril           | 5,320   | 5º           |
| Porto B              | Porto                  | Estádio Dr. Jorge Sampaio               | 8,270   | 7º           |
| Sporting da Covilhã  | Covilhã                | Estádio Municipal José dos Santos Pinto | 3,500   | 15º          |
| Varzim               | Póvoa de Varzim        | Estádio do Varzim Sport Club            | 7,280   | 10º          |
| Vitória SC B         | Guimarães              | Estádio D. Afonso Henriques             | 30,000  | 11º          |

## Número de equipas por Associação de Futebol
|   | Associação de Futebol | Número de equipas | Equipas                                              |
| - | --------------------- | ----------------- | ---------------------------------------------------- |
| 1 | AF Porto              | 5                 | Leixões,Paços de Ferreira, Penafiel, Porto B, Varzim |
| 2 | AF Lisboa             | 3                 | Benfica B, Estoril Praia, Mafra                      |
| 2 | AF Braga              | 3                 | Braga B, Famalicão, Vitória SC B                     |
| 4 | AF Aveiro             | 2                 | Arouca, Oliveirense                                  |
| 5 | AF Algarve            | 1                 | Farense                                              |
| 5 | AF Castelo Branco     | 1                 | Sporting da Covilhã                                  |
| 5 | AF Coimbra            | 1                 | Académica de Coimbra                                 |
| 5 | AF Setúbal            | 1                 | Cova da Piedade                                      |
| 5 | AF Viseu              | 1                 | Académico de Viseu                                   |

## Tabela classificativa
Atualizado em 19/05/2019
| #  | Equipa             | J  | V  | E  | D  | GP | GC | SG  | Pts | Classificação                                    |
| -- | ------------------ | -- | -- | -- | -- | -- | -- | --- | --- | ------------------------------------------------ |
| 1  | Paços de Ferreira  | 34 | 23 | 5  | 6  | 50 | 21 | +29 | 74  | Promovido à Primeira Liga de 2019–20             |
| 2  | FC Famalicão       | 34 | 21 | 6  | 7  | 57 | 34 | +23 | 69  | Promovido à Primeira Liga de 2019–20             |
| 3  | Estoril            | 34 | 16 | 6  | 12 | 49 | 42 | +7  | 54  |                                                  |
| 4  | Benfica B          | 34 | 15 | 7  | 12 | 47 | 42 | +5  | 52  | Equipa B - Não pode subir à Primeira Liga.       |
| 5  | Académica          | 34 | 15 | 6  | 13 | 36 | 37 | −1  | 51  |                                                  |
| 6  | Covilhã            | 34 | 13 | 10 | 11 | 42 | 37 | +5  | 49  |                                                  |
| 7  | Leixões            | 34 | 12 | 9  | 13 | 35 | 36 | −1  | 45  |                                                  |
| 8  | FC Penafiel        | 34 | 13 | 6  | 15 | 49 | 48 | +1  | 45  |                                                  |
| 9  | Porto B            | 34 | 11 | 11 | 12 | 41 | 42 | −1  | 44  | Equipa B - Não pode subir à Primeira Liga.       |
| 10 | Farense            | 34 | 11 | 10 | 13 | 39 | 35 | +4  | 43  |                                                  |
| 11 | Académico de Viseu | 34 | 12 | 7  | 15 | 49 | 54 | −5  | 43  |                                                  |
| 12 | UD Oliveirense     | 34 | 11 | 10 | 13 | 44 | 49 | −5  | 43  |                                                  |
| 13 | Cova da Piedade    | 34 | 11 | 9  | 14 | 25 | 42 | −17 | 42  |                                                  |
| 14 | Mafra              | 34 | 10 | 11 | 13 | 40 | 44 | −4  | 41  |                                                  |
| 15 | Varzim SC          | 34 | 11 | 8  | 15 | 25 | 37 | −12 | 41  |                                                  |
| 16 | Arouca             | 34 | 10 | 10 | 14 | 40 | 45 | −5  | 40  | Rebaixado para Campeonato de Portugal de 2019–20 |
| 17 | Sp. Braga B        | 34 | 11 | 4  | 19 | 38 | 45 | −7  | 37  | Rebaixado para Campeonato de Portugal de 2019–20 |
| 18 | Vitória SC B       | 34 | 6  | 13 | 15 | 41 | 57 | −16 | 31  | Rebaixado para Campeonato de Portugal de 2019–20 |

## Jornadas

### 1ª Jornada
| 11 de Agosto de 2018 | Estoril                                        | 4 – 0  | Porto B | Estoril                                                                     |  |
| 11:15                | Sandro Lima 28' 45+2' (pen.) · Roberto 53' 89' | Report |         | Estádio: Estádio António Coimbra da Mota Público: 1 076 Árbitro: João Bento |  |

| 11 de Agosto de 2018 | Farense              | 1 – 0  | Famalicão | Faro                                                                       |  |
| 17:00                | Fabricio Isidoro 78' | Report |           | Estádio: Estádio de São Luís Público: 1 599 Árbitro: José Carlos Rodrigues |  |

| 11 de Agosto de 2018 | Benfica B                           | 2 – 1  | Leixões    | Seixal                                                    |  |
| 18:00                | Ivan Šaponjić 48' (pen.) · Jota 69' | Report | Kukula 63' | Estádio: Benfica Campus Público: 654 Árbitro: Hugo Miguel |  |

| 11 de Agosto de 2018 | Oliveirense    | 1 – 1  | Académica de Coimbra | Aveiro                                                                  |  |
| 18:00                | Serginho 90+4' | Report | Donald Djousse 41'   | Estádio: Estádio Municipal de Aveiro Público: 1 037 Árbitro: João Matos |  |

| 12 de Agosto de 2018 | Paços de Ferreira                          | 2 – 0  | Braga B | Paços de Ferreira                                                        |  |
| 11:15                | Luiz Phellype 70' · Christian da Silva 79' | Report |         | Estádio: Estádio Capital do Móvel Público: 1 576 Árbitro: Iancu Vasilica |  |

| 12 de Agosto de 2018 | Penafiel  | 1 – 2  | Arouca                                          | Penafiel                                                                     |  |
| 17:00                | Pires 57' | Report | Andre Bukia 29' · Fábio Fortes 68' (Gol-contra) | Estádio: Estádio Municipal 25 de Abril Público: 769 Árbitro: Fábio Veríssimo |  |

| 12 de Agosto de 2018 | Varzim | 0 – 1  | Mafra        | Póvoa de Varzim                                                          |  |
| 17:00                |        | Report | Harramiz 71' | Estádio: Estádio do Varzim Sport Club Público: 1 439 Árbitro: Fábio Melo |  |

| 12 de Agosto de 2018 | Covilhã | 0 – 0  | Académico de Viseu | Covilhã                                                                               |  |
| 18:00                |         | Report |                    | Estádio: Estádio Municipal José dos Santos Pinto Público: 475 Árbitro: Vítor Ferreira |  |

| 12 de Agosto de 2018 | Vitória SC B | 0 – 1  | Cova da Piedade | Guimarães                                                                    |  |
| 18:00                |              | Report | Dieguinho 35'   | Estádio: Estádio D. Afonso Henriques Público: 1 617 Árbitro: Gustavo Correia |  |

### 2ª Jornada
| 18 de Agosto de 2018 | Académica de Coimbra | 0 – 1  | Paços de Ferreira | Coimbra                                                                  |  |
| 11:15                |                      | Report | Uilton 9'         | Estádio: Estádio Cidade de Coimbra Público: 2 576 Árbitro: Tiago Martins |  |

| 18 de Agosto de 2018 | Cova da Piedade                         | 2 – 4  | Covilhã                                                            | Cova da Piedade                                                                    |  |
| 17:00                | Ronaldo Tavares 45+1' · Miguel Rosa 82' | Report | Deivison 3' · Gaius Makouta 18' · Adriano 35' · Henrique Gomes 55' | Estádio: Estádio Municipal José Martins Vieira Público: 741 Árbitro: Pedro Ramalho |  |

| 18 de Agosto de 2018 | Porto B          | 1 – 3  | Farense                                               | Pedroso                                                             |  |
| 17:00                | Rúben Macedo 41' | Report | Bruno Sapo 3' · Fabricio Isidoro 6' · Nuno Borges 14' | Estádio: Estádio Dr. Jorge Sampaio Público: 447 Árbitro: João Pinho |  |

| 18 de Agosto de 2018 | Mafra                              | 2 – 0  | Vitória SC B | Mafra                                                                  |  |
| 17:00                | Zé Tiago 26' · Guilherme Ramos 80' | Report |              | Estádio: Estádio Municipal de Mafra Público: 635 Árbitro: Pedro Vilaça |  |

| 18 de Agosto de 2018 | Braga B | 0 – 1  | Estoril           | Braga                                                         |  |
| 18:00                |         | Report | Renat Dadaşov 57' | Estádio: Estádio 1.º de Maio Público: 250 Árbitro: Marco Cruz |  |

| 19 de Agosto de 2018 | Arouca                    | 1 – 2  | Benfica B                         | Arouca                                                                  |  |
| 11:15                | Victor Massaia 29' (pen.) | Report | Jota 66' · Daniel dos Anjos 90+7' | Estádio: Estádio Municipal de Arouca Público: 840 Árbitro: Luís Godinho |  |

| 19 de Agosto de 2018 | Leixões | 0 – 1  | Varzim      | Senhora da Hora                                               |  |
| 16:00                |         | Report | Stanley 36' | Estádio: Estádio do Mar Público: 1 162 Árbitro: João Pinheiro |  |

| 19 de Agosto de 2018 | Famalicão              | 2 – 0  | Penafiel | Vila Nova de Famalicão                                                         |  |
| 17:00                | Walterson Silva 9' 50' | Report |          | Estádio: Estádio Municipal 22 de Junho Público: 1 714 Árbitro: Cláudio Pereira |  |

| 19 de Agosto de 2018 | Académico de Viseu                    | 3 – 1  | Oliveirense   | Viseu                                                         |  |
| 17:00                | Kwame Nsor 15' 57' · Fábio Santos 80' | Report | Ença Fati 48' | Estádio: Estádio do Fontelo Público: 1 363 Árbitro: Rui Costa |  |

### 3ª Jornada
| 25 de Agosto de 2018 | Penafiel                    | 2 – 0  | Porto B | Penafiel                                                                    |  |
| 11:15                | Pires 32' · Vasco Braga 61' | Report |         | Estádio: Estádio Municipal 25 de Abril Público: 513 Árbitro: Iancu Vasilica |  |

| 25 de Agosto de 2018 | Varzim                                            | 3 – 1  | Covilhã      | Póvoa de Varzim                                                           |  |
| 17:00                | Stanley 15' · Jonathan Rubio 61' · Ruan Teles 78' | Report | Deivison 50' | Estádio: Estádio do Varzim Sport Club Público: 1 201 Árbitro: Hugo Miguel |  |

| 26 de Agosto de 2018 | Estoril     | 1 – 2  | Leixões                               | Estoril                                                                       |  |
| 11:15                | Roberto 27' | Report | Luís Silva 18' · Pedro Henrique 90+2' | Estádio: Estádio António Coimbra da Mota Público: 1 198 Árbitro: Nuno Almeida |  |

| 26 de Agosto de 2018 | Oliveirense   | 1 – 1  | Cova da Piedade | Aveiro                                                                    |  |
| 17:00                | Ença Fati 24' | Report | Hugo Firmino 5' | Estádio: Estádio Municipal de Aveiro Público: 464 Árbitro: José Rodrigues |  |

| 26 de Agosto de 2018 | Vitória SC B | 0 – 0  | Académica | Guimarães                                                               |  |
| 17:00                |              | Report |           | Estádio: Estádio D. Afonso Henriques Público: 1 945 Árbitro: Fábio Melo |  |

| 26 de Agosto de 2018 | Académico de Viseu                             | 3 – 2  | Arouca                           | Viseu                                                             |  |
| 17:00                | Deyvison 58' (Gol-contra) · Kwame Nsor 64' 71' | Report | Toni Gomes 39' · Andre Bukia 42' | Estádio: Estádio do Fontelo Público: 300 Árbitro: Hélder Malheiro |  |

| 26 de Agosto de 2018 | Paços de Ferreira | 1 – 2  | Famalicão        | Paços de Ferreira                                                       |  |
| 17:00                | Luiz Phellype 41' | Report | Fabricio 20' 33' | Estádio: Estádio Capital do Móvel Público: 2 593 Árbitro: André Narciso |  |

| 26 de Agosto de 2018 | Benfica B               | 1 – 0  | Mafra | Seixal                                                     |  |
| 18:00                | Christopher Willock 34' | Report |       | Estádio: Benfica Campus Público: 1 008 Árbitro: João Bento |  |

| 26 de Agosto de 2018 | Farense | 0 – 0  | Braga B | Faro                                                            |  |
| 17:00                |         | Report |         | Estádio: Estádio de São Luís Público: 1 631 Árbitro: João Matos |  |

### 4ª Jornada
| 1 de Setembro de 2018 | Académica de Coimbra | 1 – 1  | Benfica B              | Coimbra                                                                   |  |
| 11:15                 | Hugo Almeida 89'     | Report | Christopher Willock 9' | Estádio: Estádio Cidade de Coimbra Público: 2 922 Árbitro: José Rodrigues |  |

| 1 de Setembro de 2018 | Mafra        | 1 – 1  | Oliveirense        | Mafra                                                                |  |
| 16:00                 | Bruninho 40' | Report | Sérgio Ribeiro 17' | Estádio: Estádio Municipal de Mafra Público: 482 Árbitro: Marco Cruz |  |

| 1 de Setembro de 2018 | Braga B | 0 – 3  | Penafiel                                | Braga                                                           |  |
| 17:00                 |         | Report | Ludovic 8' · Vasco Braga 34' 89' (pen.) | Estádio: Estádio 1.º de Maio Público: 316 Árbitro: Pedro Vilaça |  |

| 1 de Setembro de 2018 | Porto B                                              | 2 – 1  | Académico de Viseu | Pedroso                                                             |  |
| 17:00                 | Jonas Mendes 50' (Gol-contra) · Rui Costa 73' (pen.) | Report | Kwame Nsor 42'     | Estádio: Estádio Dr. Jorge Sampaio Público: 377 Árbitro: Fábio Melo |  |

| 1 de Setembro de 2018 | Cova da Piedade | 0 – 4  | Estoril                                                            | Cova da Piedade                                                                |  |
| 17:00                 |                 | Report | Roberto 9' · Filipe Soares 59' · Aylton Boa Morte 70' · Kleber 79' | Estádio: Estádio Municipal José Martins Vieira Público: 749 Árbitro: Rui Costa |  |

| 2 de Setembro de 2018 | Varzim | 0 – 1  | Paços de Ferreira | Póvoa de Varzim                                                              |  |
| 11:15                 |        | Report | Marco Baixinho 2' | Estádio: Estádio do Varzim Sport Club Público: 1 945 Árbitro: Vítor Ferreira |  |

| 2 de Setembro de 2018 | Leixões                       | 2 – 1  | Farense       | Senhora da Hora                                             |  |
| 16:00                 | Luís Silva 22' · Erivaldo 81' | Report | Mayambela 15' | Estádio: Estádio do Mar Público: 1 558 Árbitro: João Capela |  |

| 2 de Setembro de 2018 | Covilhã      | 1 – 2  | Vitória SC B                      | Covilhã                                                                           |  |
| 17:00                 | Deivison 35' | Report | Hélder Ferreira 67' · Tapsoba 87' | Estádio: Estádio Municipal José dos Santos Pinto Público: 374 Árbitro: João Pinho |  |

| 2 de Setembro de 2018 | Famalicão                    | 2 – 0  | Arouca | Famalicão                                                                      |  |
| 17:00                 | Fabricio 15' · Walterson 59' | Report |        | Estádio: Estádio Municipal 22 de Junho Público: 2 018 Árbitro: Manuel Oliveira |  |

### 5ª Jornada
| 22 de Setembro de 2018 | Oliveirense      | 1 – 1  | Porto B          | Aveiro                                                                   |  |
| 11:00                  | Erick Moreno 88' | Report | Rúben Macedo 39' | Estádio: Estádio Municipal de Aveiro Público: 248 Árbitro: Pedro Ramalho |  |

| 22 de Setembro de 2018 | Arouca | 0 – 2  | Braga B                             | Arouca                                                                       |  |
| 16:00                  |        | Report | Elias Emanuel 8' · Tiago Dias 90+3' | Estádio: Estádio Municipal de Arouca Público: 1 160 Árbitro: Gustavo Correia |  |

| 22 de Setembro de 2018 | Penafiel | 0 – 0  | Cova da Piedade | Penafiel                                                                   |  |
| 17:00                  |          | Report |                 | Estádio: Estádio Municipal 25 de Abril Público: 571 Árbitro: André Narciso |  |

| 22 de Setembro de 2018 | Benfica B | 1 – 0  | Varzim | Seixal                                                   |  |
| 18:00                  | Jota 15'  | Report |        | Estádio: Benfica Campus Público: 504 Árbitro: João Matos |  |

| 23 de Setembro de 2018 | Vitória SC B | 0 – 2  | Leixões                                  | Guimarães                                                               |  |
| 11:15                  |              | Report | Pedro Henrique 3' · Bernardo Martins 69' | Estádio: Estádio D. Afonso Henriques Público: 1 273 Árbitro: João Bento |  |

| 23 de Setembro de 2018 | Académico de Viseu                                               | 3 – 4  | Famalicão                                                                         | Viseu                                                                 |  |
| 16:00                  | Fernando Ferreira 37' · Kevin Medina 84' · Aleksey Gasilin 90+7' | Report | Pica 9' (Gol-contra) · Walterson Silva 17' · Fabricio Simões 20' · Pathe Ciss 38' | Estádio: Estádio do Fontelo Público: 956 Árbitro: João Malheiro Pinto |  |

| 23 de Setembro de 2018 | Estoril                       | 1 – 4  | Mafra                                                                   | Estoril                                                                         |  |
| 17:00                  | Juary Soares 44' (Gol-contra) | Report | Vinicius Tanque 34' · Bruninho 42' · Rui Pereira 79' · Flávio Silva 80' | Estádio: Estádio António Coimbra da Mota Público: 1 014 Árbitro: Iancu Vasilica |  |

| 23 de Setembro de 2018 | Farense | 0 – 2  | Académica                             | Faro                                                                 |  |
| 17:00                  |         | Report | Hugo Almeida 45' · Donald Djousse 69' | Estádio: Estádio de São Luís Público: 1 590 Árbitro: Hélder Malheiro |  |

| 23 de Setembro de 2018 | Paços de Ferreira                                  | 3 – 0  | Covilhã | Paços de Ferreira                                                         |  |
| 17:00                  | Luiz Phellype 10' · Wagner 15' · Paul Ayongo 90+3' | Report |         | Estádio: Estádio Capital do Móvel Público: 1 784 Árbitro: Fábio Veríssimo |  |

### 6ª Jornada
| 6 de Outubro de 2018 | Cova da Piedade | 0 – 0  | Benfica B | Cova da Piedade                                                                      |  |
| 11:00                |                 | Report |           | Estádio: Estádio Municipal José Martins Vieira Público: 748 Árbitro: Gustavo Correia |  |

| 6 de Outubro de 2018 | Mafra                  | 1 – 1  | Famalicão     | Mafra                                                                |  |
| 16:00                | Guilherme Ferreira 61' | Report | Feliz Vaz 17' | Estádio: Estádio Municipal de Mafra Público: 674 Árbitro: João Bento |  |

| 6 de Outubro de 2018 | Paços de Ferreira | 1 – 0  | Farense | Paços de Ferreira                                                      |  |
| 16:00                | Wagner 23'        | Report |         | Estádio: Estádio Capital do Móvel Público: 2 069 Árbitro: Rui Oliveira |  |

| 6 de Outubro de 2018 | Covilhã | 0 – 0  | Penafiel | Covilhã                                                                            |  |
| 16:00                |         | Report |          | Estádio: Estádio Municipal José dos Santos Pinto Público: 393 Árbitro: Manuel Mota |  |

| 7 de Outubro de 2018 | Académica            | 2 – 7  | Estoril                                                                                                | Coimbra                                                                      |  |
| 11:15                | Hugo Almeida 12' 53' | Report | Pedro Queirós 9' · Aylton Boa Morte 19' · Roberto 24' · João Vigário 45' 61' · Renat Dadaşov 71' 90+2' | Estádio: Estádio Cidade de Coimbra Público: 2 662 Árbitro: Artur Soares Dias |  |

| 7 de Outubro de 2018 | Porto B | 0 – 1  | Arouca            | Pedroso                                                             |  |
| 15:00                |         | Report | Cephas Malele 16' | Estádio: Estádio Dr. Jorge Sampaio Público: 346 Árbitro: João Matos |  |

| 7 de Outubro de 2018 | Braga B            | 2 – 0  | Académico de Viseu | Braga                                                         |  |
| 16:00                | Tiago Dias 44' 77' | Report |                    | Estádio: Estádio 1.º de Maio Público: 255 Árbitro: João Pinho |  |

| 7 de Outubro de 2018 | Leixões    | 1 – 1  | Oliveirense   | Senhora da Hora                                             |  |
| 16:00                | Roniel 72' | Report | Ença Fati 34' | Estádio: Estádio do Mar Público: 853 Árbitro: António Nobre |  |

| 7 de Outubro de 2018 | Varzim              | 1 – 2  | Vitória SC B                 | Póvoa de Varzim                                                              |  |
| 16:00                | Jonathan 84' (pen.) | Report | Bence Biró 66' · Nuninho 89' | Estádio: Estádio do Varzim Sport Club Público: 1 074 Árbitro: Iancu Vasilica |  |

### 7ª Jornada
| 14 de Outubro de 2018 | Estoril                                     | 2 – 2  | Varzim                                          | Estoril                                                                   |  |
| 11:15                 | Stanley 39' (Gol-contra) · João Gomes 90+5' | Report | Jonathan Toro 23' · João Gomes 57' (Gol-contra) | Estádio: Estádio António Coimbra da Mota Público: 875 Árbitro: Fábio Melo |  |

| 27 de Outubro de 2018 | Famalicão                                                                              | 4 – 2  | Porto B                          | Famalicão                                                                   |  |
| 11:00                 | Rui Pires 55' (Gol-contra) · Anderson Silva 60' · Hugo Gomes 63' · Walterson Silva 81' | Report | Madi Queta 24' · Diogo Leite 36' | Estádio: Estádio Municipal 22 de Junho Público: 2 080 Árbitro: Pedro Vilaça |  |

| 27 de Outubro de 2018 | Farense               | 1 – 0  | Cova da Piedade | Faro                                                                 |  |
| 15:00                 | Christian Irobiso 76' | Report |                 | Estádio: Estádio de São Luís Público: 1 352 Árbitro: Cláudio Pereira |  |

| 27 de Outubro de 2018 | Académico de Viseu | 0 – 0  | Leixões | Viseu                                                         |  |
| 15:00                 |                    | Report |         | Estádio: Estádio do Fontelo Público: 697 Árbitro: Manuel Mota |  |

| 27 de Outubro de 2018 | Benfica B                                                     | 3 – 2  | Covilhã                             | Seixal                                                   |  |
| 18:00                 | Daniel dos Anjos 8' · Bernardo Dias 16' · Florentino Dias 48' | Report | Adriano 41' · Deivison 90+3' (pen.) | Estádio: Benfica Campus Público: 442 Árbitro: João Pinho |  |

| 28 de Outubro de 2018 | Oliveirense      | 2 – 0  | Braga B | Aveiro                                                                   |  |
| 11:15                 | Ença Fati 6' 58' | Report |         | Estádio: Estádio Municipal de Aveiro Público: 358 Árbitro: André Narciso |  |

| 28 de Outubro de 2018 | Arouca                         | 2 – 2  | Mafra                           | Arouca                                                                    |  |
| 15:00                 | Adilio 9' · Victor Massaia 27' | Report | Bruninho 52' · Flávio Silva 78' | Estádio: Estádio Municipal de Arouca Público: 737 Árbitro: José Rodrigues |  |

| 28 de Outubro de 2018 | Vitória SC B | 0 – 1  | Paços de Ferreira    | Guimarães                                                                  |  |
| 18:00                 |              | Report | Douglas Tanque 90+1' | Estádio: Estádio D. Afonso Henriques Público: 1 182 Árbitro: Pedro Ramalho |  |

| 29 de Outubro de 2018 | Penafiel                                   | 2 – 1  | Académica de Coimbra  | Penafiel                                                               |  |
| 20:15                 | Yuri Matias 12' (Gol-contra) · Ludovic 65' | Report | Brendon Estevam 45+1' | Estádio: Estádio Municipal 25 de Abril Público: 573 Árbitro: Rui Costa |  |

### 8ª Jornada
| 3 de Novembro de 2018 | Paços de Ferreira | 1 – 0  | Benfica B | Paços de Ferreira                                                    |  |
| 11:00                 | Luiz Phellype 20' | Report |           | Estádio: Estádio Capital do Móvel Público: 1 726 Árbitro: João Matos |  |

| 3 de Novembro de 2018 | Braga B                                    | 2 – 0  | Famalicão | Braga                                                         |  |
| 15:00                 | Robert Murić 51' · Luther Singh 90' (pen.) | Report |           | Estádio: Estádio 1.º de Maio Público: 891 Árbitro: João Matos |  |

| 3 de Novembro de 2018 | Cova da Piedade  | 1 – 0  | Arouca | Cova da Piedade                                                                     |  |
| 15:00                 | Hugo Firmino 15' | Report |        | Estádio: Estádio Municipal José Martins Vieira Público: 668 Árbitro: Vítor Ferreira |  |

| 3 de Novembro de 2018 | Mafra              | 1 – 0  | Penafiel | Mafra                                                                       |  |
| 15:00                 | Flávio Silva 90+3' | Report |          | Estádio: Estádio Municipal de Mafra Público: 422 Árbitro: Artur Soares Dias |  |

| 4 de Novembro de 2018 | Leixões | 0 – 0  | Porto B | Senhora da Hora                                          |  |
| 11:15                 |         | Report |         | Estádio: Estádio do Mar Público: 729 Árbitro: João Bento |  |

| 4 de Novembro de 2018 | Covilhã          | 1 – 0  | Oliveirense | Covilhã                                                                             |  |
| 15:00                 | Caio Quiroga 88' | Report |             | Estádio: Estádio Municipal José dos Santos Pinto Público: 183 Árbitro: Rui Oliveira |  |

| 4 de Novembro de 2018 | Varzim                       | 1 – 1  | Farense                      | Póvoa de Varzim                                                             |  |
| 15:00                 | Nuno Borges 81' (Gol-contra) | Report | Nelson Agra 36' (Gol-contra) | Estádio: Estádio do Varzim Sport Club Público: 782 Árbitro: Gustavo Correia |  |

| 4 de Novembro de 2018 | Vitória SC B              | 1 – 1  | Estoril     | Guimarães                                                                  |  |
| 15:00                 | Edmond Tapsoba 30' (pen.) | Report | Roberto 13' | Estádio: Estádio D. Afonso Henriques Público: 957 Árbitro: Manuel Oliveira |  |

| 4 de Novembro de 2018 | Académica | 0 – 1  | Académico de Viseu | Coimbra                                                                    |  |
| 17:00                 |           | Report | Kwame Nsor 83'     | Estádio: Estádio Cidade de Coimbra Público: 2 088 Árbitro: Fábio Veríssimo |  |

### 9ª Jornada
| 10 de Novembro de 2018 | Penafiel    | 1 – 0  | Benfica B | Penafiel                                                                  |  |
| 11:00                  | Caetano 85' | Report |           | Estádio: Estádio Municipal 25 de Abril Público: 594 Árbitro: Rui Oliveira |  |

| 10 de Novembro de 2018 | Académico de Viseu    | 1 – 0  | Mafra | Viseu                                                        |  |
| 15:00                  | Fernando Ferreira 16' | Report |       | Estádio: Estádio do Fontelo Público: 470 Árbitro: Marco Cruz |  |

| 10 de Novembro de 2018 | Farense                                                 | 2 – 2  | Vitória SC B                           | Faro                                                               |  |
| 15:00                  | Jorge Ribeiro 50' (pen.) · Christian Irobiso 55' (pen.) | Report | Rozier 19' · Edmond Tapsoba 43' (pen.) | Estádio: Estádio de São Luís Público: 1 351 Árbitro: António Nobre |  |

| 11 de Novembro de 2018 | Arouca                                      | 2 – 0  | Leixões | Arouca                                                                  |  |
| 15:00                  | Victor Massaia 52' (pen.) · André Bukia 70' | Report |         | Estádio: Estádio Municipal de Arouca Público: 515 Árbitro: Nuno Almeida |  |

| 11 de Novembro de 2018 | Famalicão                                   | 2 – 1  | Covilhã     | Famalicão                                                                      |  |
| 15:00                  | Fabricio Simões 66' · Walterson Silva 90+1' | Report | Deivison 4' | Estádio: Estádio Municipal 22 de Junho Público: 1 271 Árbitro: Cláudio Pereira |  |

| 11 de Novembro de 2018 | Porto B        | 2 – 1  | Cova da Piedade              | Pedroso                                                             |  |
| 15:00                  | Marius 32' 52' | Report | Diogo Leite 58' (Gol-contra) | Estádio: Estádio Dr. Jorge Sampaio Público: 154 Árbitro: João Pinho |  |

| 11 de Novembro de 2018 | Braga B | 0 – 1  | Académica               | Braga                                                             |  |
| 15:00                  |         | Report | Gildo Júnior 71' (pen.) | Estádio: Estádio 1.º de Maio Público: 198 Árbitro: José Rodrigues |  |

| 12 de Novembro de 2018 | Estoril              | 1 – 0  | Paços de Ferreira | Estoril                                                                    |  |
| 15:00                  | Aylton Boa Morte 20' | Report |                   | Estádio: Estádio António Coimbra da Mota Público: 618 Árbitro: Manuel Mota |  |

| 12 de Novembro de 2018 | Oliveirense                                              | 3 – 0  | Varzim | Aveiro                                                                    |  |
| 20:15                  | Alemão 26' · António Oliveira 52' (pen.) · Ença Fati 86' | Report |        | Estádio: Estádio Municipal de Aveiro Público: 334 Árbitro: Iancu Vasilica |  |

### 10ª Jornada
| 30 de Novembro de 2018 | Benfica B        | 1 – 0  | Estoril | Seixal                                                        |  |
| 20:00                  | Tiago Dantas 22' | Report |         | Estádio: Benfica Campus Público: 412 Árbitro: Cláudio Pereira |  |

| 1 de Dezembro de 2018 | Mafra                              | 2 – 1  | Porto B     | Mafra                                                                |  |
| 11:00                 | Harramiz 35' · Bruninho 56' (pen.) | Report | Gleison 46' | Estádio: Estádio Municipal de Mafra Público: 499 Árbitro: Fábio Melo |  |

| 1 de Dezembro de 2018 | Académica                     | 2 – 0  | Arouca | Coimbra                                                                 |  |
| 15:00                 | Donald Djousse 48' · Reko 60' | Report |        | Estádio: Estádio Cidade de Coimbra Público: 2 428 Árbitro: Rui Oliveira |  |

| 1 de Dezembro de 2018 | Vitória SC B     | 1 – 1  | Oliveirense         | Guimarães                                                               |  |
| 15:00                 | João Correia 23' | Report | Ricardo Tavares 17' | Estádio: Estádio D. Afonso Henriques Público: 892 Árbitro: Pedro Vilaça |  |

| 1 de Dezembro de 2018 | Varzim | 0 – 0  | Académico de Viseu | Póvoa de Varzim                                                        |  |
| 15:00                 |        | Report |                    | Estádio: Estádio Do Varzim Sport Club Público: 883 Árbitro: João Bento |  |

| 1 de Dezembro de 2018 | Cova da Piedade | 0 – 0  | Famalicão | Cova da Piedade                                                         |  |
| 15:00                 |                 | Report |           | Estádio: Estádio José Martins Vieira Público: 679 Árbitro: Nuno Almeida |  |

| 2 de Dezembro de 2018 | Paços de Ferreira              | 2 – 0  | Penafiel | Paços de Ferreira                                                      |  |
| 11:15                 | Wagner 57' · Luiz Phellype 63' | Report |          | Estádio: Estádio Capital do Móvel Público: 2 074 Árbitro: Luís Godinho |  |

| 2 de Dezembro de 2018 | Covilhã        | 1 – 1  | Farense       | Covilhã                                                             |  |
| 14:30                 | Gilberto 45+5' | Report | Alvarinho 20' | Estádio: Estádio José Santoa Pinto Público: 312 Árbitro: Marco Cruz |  |

| 2 de Dezembro de 2018 | Leixões               | 2 – 1  | Braga B        | Senhora da Hora                                          |  |
| 15:00                 | Roniel 74' 88' (pen.) | Report | Simaozinho 50' | Estádio: Estádio do Mar Público: 737 Árbitro: João Pinho |  |

### 11ª Jornada
| 6 de Dezembro de 2018 | Farense | 0 – 1  | Benfica B            | Faro                                                                |  |
| 20:15                 |         | Report | Daniel dos Anjos 85' | Estádio: Estádio de São Luís Público: 1 850 Árbitro: Iancu Vasilica |  |

| 8 de Dezembro de 2018 | Estoril  | 1 – 0  | Covilhã | Estoril                                                                        |  |
| 11:00                 | Diney 8' | Report |         | Estádio: Estádio António Coimbra da Mota Público: 638 Árbitro: Gustavo Correia |  |

| 8 de Dezembro de 2018 | Académico de Viseu | 0 – 0  | Cova da Piedade | Viseu                                                                 |  |
| 15:00                 |                    | Report |                 | Estádio: Estádio Do Fontelo Público: 315 Árbitro: João Malheiro Pinto |  |

| 8 de Dezembro de 2018 | Famalicão    | 1 – 0  | Leixões | Famalicão                                                                        |  |
| 15:00                 | Fabrício 12' | Report |         | Estádio: Estádio Municipal 22 de Junho Público: 4 127 Árbitro: Artur Soares Dias |  |

| 8 de Dezembro de 2018 | Porto B                            | 3 – 0  | Académica | Pedroso                                                                |  |
| 15:00                 | Gleison 23' 57' · Rúben Macedo 28' | Report |           | Estádio: Estádio Dr. Jorge Sampaio Público: 582 Árbitro: António Nobre |  |

| 9 de Dezembro de 2018 | Penafiel                              | 3 – 2  | Vitória SC B                        | Penafiel                                                                   |  |
| 11:15                 | Vinicius 42' · Areias 81' · Pires 84' | Report | Mimito Biai 47' · Edson Justino 80' | Estádio: Estádio Municipal 25 de Abril Público: 387 Árbitro: Pedro Ramalho |  |

| 9 de Dezembro de 2018 | Arouca | 0 – 1  | Varzim             | Arouca                                                                 |  |
| 15:00                 |        | Report | Ruster D'Ajuda 32' | Estádio: Estádio Municipal de Arouca Público: 810 Árbitro: Hugo Miguel |  |

| 9 de Dezembro de 2018 | Braga B                                                    | 6 – 1  | Mafra                        | Braga                                                         |  |
| 15:00                 | Robert Murić 2' · Henry 29' 30' 39' 58' · Miguel Silva 80' | Report | David Carmo 62' (Gol-contra) | Estádio: Estádio 1.º de Maio Público: 197 Árbitro: João Matos |  |

| 9 de Dezembro de 2018 | Oliveirense       | 1 – 2  | Paços de Ferreira                      | Aveiro                                                                   |  |
| 15:00                 | Agdon Menezes 19' | Report | Douglas Tanque 65' · Luiz Phellype 73' | Estádio: Estádio Municipal de Aveiro Público: 541 Árbitro: João Pinheiro |  |

### 12ª Jornada
| 15 de Dezembro de 2018 | Paços de Ferreira | 0 – 1  | Porto B          | Paços de Ferreira                                                    |  |
| 11:00                  |                   | Report | Rúben Macedo 11' | Estádio: Estádio Capital do Móvel Público: 1 496 Árbitro: João Bento |  |

| 15 de Dezembro de 2018 | Mafra      | 1 – 0  | Leixões | Mafra                                                                 |  |
| 15:00                  | Ruca 90+1' | Report |         | Estádio: Estádio Municipal de Mafra Público: 408 Árbitro: Hugo Miguel |  |

| 15 de Dezembro de 2018 | Varzim                                              | 3 – 4  | Penafiel                                    | Póvoa de Varzim                                                            |  |
| 15:00                  | Jonathan Rubio 3' · Ruster 35' · Silvério Junio 63' | Report | Pires 8' 55' · Ludovic 54' · João Paulo 60' | Estádio: Estádio do Varzim Sport Club Público: 606 Árbitro: José Rodrigues |  |

| 15 de Dezembro de 2018 | Benfica B                                                 | 3 – 0  | Oliveirense | Seixal                                                   |  |
| 17:00                  | Christopher Willock 27' · Jota 69' · Daniel dos Anjos 83' | Report |             | Estádio: Benfica Campus Público: 496 Árbitro: Fábio Melo |  |

| 16 de Dezembro de 2018 | Estoril            | 1 – 0  | Farense | Estoril                                                                        |  |
| 11:15                  | Renat Dadashov 87' | Report |         | Estádio: Estádio António Coimbra da Mota Público: 784 Árbitro: Manuel Oliveira |  |

| 16 de Dezembro de 2018 | Vitória SC B | 2 – 0  | Académico de Viseu | Guimarães                                                                 |  |
| 15:00                  | Aziz 1' 84'  | Report |                    | Estádio: Estádio D. Afonso Henriques Público: 779 Árbitro: Vítor Ferreira |  |

| 16 de Dezembro de 2018 | Cova da Piedade                    | 2 – 1  | Braga B                 | Cova da Piedade                                                                  |  |
| 15:00                  | Hugo Firmino 71' · Miguel Rosa 85' | Report | Luther Singh 40' (pen.) | Estádio: Estádio Municipal José Martins Vieira Público: 649 Árbitro: Joâo Capela |  |

| 16 de Dezembro de 2018 | Covilhã                  | 2 – 2  | Arouca               | Covilhã                                                                             |  |
| 15:00                  | Adriano 31' · Bonani 54' | Report | Cephas Malele 7' 71' | Estádio: Estádio Municipal José dos Santos Pinto Público: 223 Árbitro: Pedro Vilaça |  |

| 17 de Dezembro de 2018 | Académica | 0 – 1  | Famalicão                    | Coimbra                                                               |  |
| 20:15                  |           | Report | Zé Castro 90+4' (Gol-contra) | Estádio: Estádio Cidade de Coimbra Público: 3 214 Árbitro: Marco Cruz |  |

### 13ª Jornada
| 21 de Dezembro de 2018 | Oliveirense | 0 – 1  | Estoril           | Aveiro                                                                |  |
| 20:30                  |             | Report | Kléber 72' (pen.) | Estádio: Estádio Municipal de Aveiro Público: 251 Árbitro: João Pinho |  |

| 22 de Dezembro de 2018 | Famalicão | 0 – 0  | Benfica B | Famalicão                                                                    |  |
| 11:00                  |           | Report |           | Estádio: Estádio Municipal 22 de Junho Público: 4 050 Árbitro: Pedro Ramalho |  |

| 22 de Dezembro de 2018 | Porto B                                                  | 3 – 0  | Covilhã | Pedroso                                                             |  |
| 11:00                  | Romário Baró 9' · Marius 45+2' (pen.) · Rúben Macedo 77' | Report |         | Estádio: Estádio Dr. Jorge Sampaio Público: 258 Árbitro: João Matos |  |

| 22 de Dezembro de 2018 | Arouca                               | 2 – 2  | Vitória SC B            | Arouca                                                                    |  |
| 15:00                  | Fábio Fortes 11' · Cephas Malele 75' | Report | Thibang Phete 45+2' 71' | Estádio: Estádio Municipal de Arouca Público: 795 Árbitro: Iancu Vasilica |  |

| 22 de Dezembro de 2018 | Braga B | 0 – 1  | Varzim              | Braga                                                              |  |
| 15:00                  |         | Report | Silvério Júnior 69' | Estádio: Estádio 1.º de Maio Público: 375 Árbitro: Hélder Malheiro |  |

| 23 de Dezembro de 2018 | Penafiel                           | 2 – 3  | Farense                                    | Penafiel                                                               |  |
| 11:15                  | Pires 37' (pen.) · Fábio Abreu 61' | Report | Fábio Nunes 7' 55' · Christian Irobiso 34' | Estádio: Estádio Municipal 25 de Abril Público: 586 Árbitro: Rui Costa |  |

| 23 de Dezembro de 2018 | Académico de Viseu | 0 – 4  | Paços de Ferreira                                 | Viseu                                                             |  |
| 15:00                  |                    | Report | Luiz Phellype 2' 31' 67' (pen.) · Junior Pius 14' | Estádio: Estádio do Fontelo Público: 792 Árbitro: Cláudio Pereira |  |

| 23 de Dezembro de 2018 | Mafra                   | 2 – 3  | Académica                                                | Mafra                                                                     |  |
| 15:00                  | Ruca 44' · Bruninho 67' | Report | Romario Baldé 5' · Marinho 28' · Gildo Júnior 77' (pen.) | Estádio: Estádio Municipal de Mafra Público: 836 Árbitro: Gustavo Correia |  |

| 23 de Dezembro de 2018 | Leixões             | 1 – 2  | Cova da Piedade                        | Senhora da Hora                                               |  |
| 15:00                  | Matheus Costa 90+6' | Report | Lima Pereira 53' · Ronaldo Tavares 77' | Estádio: Estádio do Mar Público: 737 Árbitro: Fábio Veríssimo |  |

### 14ª Jornada
| 21 de Outubro de 2018 | Varzim                                  | 2 – 1  | Porto B        | Póvoa de Varzim                                                        |  |
| 11:15                 | Marko Pavlovski 31' · Jacques Haman 41' | Report | Madi Queta 38' | Estádio: Estádio do Varzim Sport Club Público: 952 Árbitro: Marco Cruz |  |

| 29 de Dezembro de 2018 | Cova da Piedade | 0 – 3  | Mafra                          | Cova da Piedade                                                                    |  |
| 11:00                  |                 | Report | Zé Tiago 4' · Bruninho 26' 61' | Estádio: Estádio Municipal José Martins Vieira Público: 780 Árbitro: Pedro Ramalho |  |

| 30 de Dezembro de 2018 | Académica                        | 2 – 1  | Leixões            | Coimbra                                                                |  |
| 11:15                  | Brendon 10' · Donald Djousse 77' | Report | Pedro Henrique 39' | Estádio: Estádio Cidade de Coimbra Público: 795 Árbitro: Carlos Xistra |  |

| 30 de Dezembro de 2018 | Farense                                                                           | 5 – 0  | Oliveirense | Faro                                                              |  |
| 15:00                  | Ryan Gauld 52' 71' · Christian Irobiso 57' · Jorge Ribeiro 66' · André Vieira 82' | Report |             | Estádio: Estádio de São Luís Público: 1 559 Árbitro: Luís Godinho |  |

| 2 de Janeiro de 2019 | Estoril | 0 – 1  | Penafiel        | Estoril                                                                            |  |
| 15:00                |         | Report | Fábio Abreu 44' | Estádio: Estádio António Coimbra da Mota Público: 876 Árbitro: João Malheiro Pinto |  |

| 2 de Janeiro de 2019 | Covilhã           | 1 – 0  | Braga B | Covilhã                                                                             |  |
| 15:00                | Gaius Makouta 23' | Report |         | Estádio: Estádio Municipal José dos Santos Pinto Público: 329 Árbitro: Luís Godinho |  |

| 2 de Janeiro de 2019 | Vitória SC B | 0 – 1  | Famalicão    | Guimarães                                                               |  |
| 15:00                |              | Report | Fabrício 22' | Estádio: Estádio D. Afonso Henriques Público: 2 117 Árbitro: Fábio Melo |  |

| 2 de Janeiro de 2019 | Paços de Ferreira  | 1 – 0  | Arouca | Paços de Ferreira                                                   |  |
| 17:00                | Marco Baixinho 12' | Report |        | Estádio: Estádio Capital do Móvel Público: 1 811 Árbitro: Rui Costa |  |

| 16 de Janeiro de 2019 | Benfica B                                                                  | 4 – 0  | Académico de Viseu | Seixal                                                   |  |
| 15:00                 | Christopher Willock 29' · Bernardo Dias 61' · Jota 78' · Ivan Šaponjić 88' | Report |                    | Estádio: Benfica Campus Público: 378 Árbitro: João Bento |  |

### 15ª Jornada
| 18 de Novembro de 2018 | Académico de Viseu | 1 – 2  | Estoril                                         | Viseu                                                        |  |
| 15:00                  | Kwame Nsor 40'     | Report | Sandro Lima 16' · Kevin Medina 47' (Gol-contra) | Estádio: Estádio do Fontelo Público: 560 Árbitro: João Matos |  |

| 4 de Janeiro de 2019 | Académica                                               | 3 – 0  | Cova da Piedade | Coimbra                                                                   |  |
| 20:30                | Hugo Almeida 22' · Gildo Júnior 55' · Romário Valdé 70' | Report |                 | Estádio: Estádio Cidade de Coimbra Público: 2 788 Árbitro: Vítor Ferreira |  |

| 5 de Janeiro de 2019 | Porto B                     | 2 – 2  | Benfica B                                | Pedroso                                                                    |  |
| 15:00                | Marius 21' · João Mário 48' | Report | Zé Gomes 2' · Ivan Saponjic 90+2' (pen.) | Estádio: Estádio Dr. Jorge Sampaio Público: 1 314 Árbitro: Cláudio Pereira |  |

| 6 de Janeiro de 2019 | Braga B                            | 2 – 3  | Vitória SC B                             | Braga                                                         |  |
| 11:15                | Denisson 39' · Ibrahima Camara 81' | Report | João Correia 14' · Aziz 29' · Mimito 55' | Estádio: Estádio 1.º de Maio Público: 295 Árbitro: João Bento |  |

| 6 de Janeiro de 2019 | Famalicão | 0 – 0  | Varzim | Famalicão                                                                          |  |
| 11:15                |           | Report |        | Estádio: Estádio Municipal 22 de Junho Público: 4 105 Árbitro: João Malheiro Pinto |  |

| 6 de Janeiro de 2019 | Leixões           | 1 – 0  | Covilhã | Senhora da Hora                                             |  |
| 15:00                | Matheus Costa 89' | Report |         | Estádio: Estádio do Mar Público: 823 Árbitro: André Narciso |  |

| 6 de Janeiro de 2019 | Mafra                        | 1 – 1  | Paços de Ferreira  | Mafra                                                                     |  |
| 15:00                | Bruno Teles 51' (Gol-contra) | Report | Marco Baixinho 45' | Estádio: Estádio Municipal de Mafra Público: 295 Árbitro: Hélder Malheiro |  |

| 6 de Janeiro de 2019 | Arouca                                   | 3 – 3  | Farense                                                | Arouca                                                                     |  |
| 15:00                | Fábio Fortes 54' · Cephas Malele 80' 90' | Report | Mayambela 18' · Jorge Ribeiro 62' (pen.) · Tavinho 71' | Estádio: Estádio Municipal de Arouca Público: 856 Árbitro: Gustavo Correia |  |

| 6 de Janeiro de 2019 | Oliveirense                           | 2 – 1  | Penafiel        | Aveiro                                                                     |  |
| 17:00                | António Oliveira 14' · Wellington 74' | Report | Fábio Abreu 22' | Estádio: Estádio Municipal de Aveiro Público: 314 Árbitro: Fábio Veríssimo |  |

### 16ª Jornada
| 18 de Novembro de 2018 | Covilhã | 0 – 1  | Académica     | Covilhã                                                                                    |  |
| 14:30                  |         | Report | Marinho 90+6' | Estádio: Estádio Municipal José dos Santos Pinto Público: 315 Árbitro: João Malheiro Pinto |  |

| 18 de Novembro de 2018 | Farense               | 1 – 0  | Mafra | Faro                                                                 |  |
| 15:00                  | Christian Irobiso 50' | Report |       | Estádio: Estádio de São Luís Público: 1 276 Árbitro: Hélder Malheiro |  |

| 18 de Novembro de 2018 | Oliveirense | 1 – 2  | Famalicão                           | Aveiro                                                                     |  |
| 17:00                  | Agdon 74'   | Report | Fabrício 17' (pen.) · Feliz Vaz 88' | Estádio: Estádio Municipal de Aveiro Público: 868 Árbitro: Gustavo Correia |  |

| 9 de Janeiro de 2019 | Paços de Ferreira  | 1 – 0  | Leixões | Paços de Ferreira                                                       |  |
| 15:00                | Douglas Tanque 80' | Report |         | Estádio: Estádio Capital do Móvel Público: 1 560 Árbitro: Tiago Martins |  |

| 9 de Janeiro de 2019 | Braga B | 0 – 1  | Porto B          | Braga                                                         |  |
| 15:00                |         | Report | João Mário 45+1' | Estádio: Estádio 1.° de Maio Público: 439 Árbitro: Marco Cruz |  |

| 9 de Janeiro de 2019 | Penafiel      | 2 – 0  | Académico de Viseu | Penafiel                                                                    |  |
| 15:00                | Pires 60' 74' | Report |                    | Estádio: Estádio Municipal 25 de Abril Público: 311 Árbitro: Iancu Vasilica |  |

| 9 de Janeiro de 2019 | Varzim                                   | 2 – 1  | Cova da Piedade  | Póvoa de Varzim                                                        |  |
| 17:00                | Jonathan Rubio 44' (pen.) · Ruster 90+5' | Report | Hugo Firmino 67' | Estádio: Estádio do Varzim Sport Club Público: 640 Árbitro: João Matos |  |

| 9 de Janeiro de 2019 | Estoril         | 1 – 1  | Arouca     | Estoril                                                                      |  |
| 17:00                | Sandro Lima 72' | Report | Adílio 27' | Estádio: Estádio António Coimbra da Mota Público: 527 Árbitro: António Nobre |  |

| 9 de Janeiro de 2019 | Vitória SC B | 2 – 1  | Benfica B      | Felgueiras                                                                       |  |
| 17:00                | Aziz 12' 81' | Report | José Gomes 88' | Estádio: Estádio Doutor Machado de Castro Público: 1 044 Árbitro: José Rodrigues |  |

### 17ª Jornada
| 12 de Janeiro de 2019 | Leixões                       | 2 – 1  | Penafiel        | Senhora da Hora                                               |  |
| 15:00                 | Pedro Henrique 69' 77' (pen.) | Report | Fábio Abreu 90' | Estádio: Estádio do Mar Público: 661 Árbitro: Cláudio Pereira |  |

| 13 de Janeiro de 2019 | Cova da Piedade | 0 – 3  | Paços de Ferreira                           | Cova da Piedade                                                                   |  |
| 11:15                 |                 | Report | Paul Ayongo 44' · Wagner 50' · Pedrinho 60' | Estádio: Estádio Municipal José Martins Vieira Público: 704 Árbitro: Nuno Almeida |  |

| 13 de Janeiro de 2019 | Benfica B                                | 2 – 3  | Braga B                                            | Seixal                                                     |  |
| 11:15                 | Christopher Willock 4' · Nuno Santos 71' | Report | André Ribeiro 8' · Henry 73' · Ibrahima Camara 80' | Estádio: Benfica Campus Público: 522 Árbitro: Pedro Vilaça |  |

| 13 de Janeiro de 2019 | Académico de Viseu | 2 – 1  | Farense         | Viseu                                                            |  |
| 15:00                 | Kwame Nsor 44' 65' | Report | Fábio Nunes 27' | Estádio: Estádio do Fontelo Público: 551 Árbitro: Vítor Ferreira |  |

| 13 de Janeiro de 2019 | Mafra        | 1 – 2  | Covilhã               | Mafra                                                                |  |
| 15:00                 | Harramiz 89' | Report | Kukula 50' (pen.) 52' | Estádio: Estádio Municipal de Mafra Público: 862 Árbitro: João Pinho |  |

| 13 de Janeiro de 2019 | Porto B        | 1 – 0  | Vitória SC B | Pedroso                                                                |  |
| 15:00                 | Madi Queta 80' | Report |              | Estádio: Estádio Dr. Jorge Sampaio Público: 454 Árbitro: Pedro Ramalho |  |

| 13 de Janeiro de 2019 | Académica                          | 2 – 0  | Varzim | Coimbra                                                               |  |
| 17:00                 | Yuri Matias 17' · Hugo Almeida 74' | Report |        | Estádio: Estádio Cidade de Coimbra Público: 3 246 Árbitro: Fábio Melo |  |

| 13 de Janeiro de 2019 | Arouca | 0 – 0  | Oliveirense | Arouca                                                                   |  |
| 17:00                 |        | Report |             | Estádio: Estádio Municipal de Arouca Público: 945 Árbitro: João Pinheiro |  |

| 14 de Janeiro de 2019 | Famalicão       | 2 – 0  | Estoril | Famalicão                                                                      |  |
| 20:15                 | Fabinho 73' 83' | Report |         | Estádio: Estádio Municipal 22 de Junho Público: 4 485 Árbitro: Hélder Malheiro |  |

### 18ª Jornada
| 19 de Janeiro de 2019 | Famalicão | 0 – 0  | Farense | Famalicão                                                                    |  |
| 11:00                 |           | Report |         | Estádio: Estádio Municipal 22 de Junho Público: 1 473 Árbitro: André Narciso |  |

| 19 de Janeiro de 2019 | Braga B                                                     | 3 – 1  | Paços de Ferreira            | Braga                                                           |  |
| 15:00                 | Ibrahima Camara 6' · Pedro Amador 45' · André Ribeiro 45+2' | Report | Diogo Costa 40' (Gol-contra) | Estádio: Estádio 1.º de Maio Público: 350 Árbitro: Luís Godinho |  |

| 19 de Janeiro de 2019 | Cova da Piedade | 1 – 0  | Vitória SC B | Cova da Piedade                                                                     |  |
| 15:00                 | Aleff Nunes 71' | Report |              | Estádio: Estádio Municipal José Martins Vieira Público: 416 Árbitro: Iancu Vasílica |  |

| 19 de Janeiro de 2019 | Porto B                  | 2 – 0  | Estoril | Pedroso                                                                 |  |
| 17:00                 | Gleison 69' · Luizão 72' | Report |         | Estádio: Estádio Dr. Jorge Sampaio Público: 282 Árbitro: José Rodrigues |  |

| 20 de Janeiro de 2019 | Leixões                       | 2 – 1  | Benfica B        | Senhora da Hora                                          |  |
| 11:15                 | Pedro Henrique 16' 26' (pen.) | Report | Tiago Dantas 43' | Estádio: Estádio do Mar Público: 653 Árbitro: Marco Cruz |  |

| 20 de Janeiro de 2019 | Mafra                              | 2 – 0  | Varzim | Mafra                                                                     |  |
| 15:00                 | Miguel Lourenço 63' · Harramiz 78' | Report |        | Estádio: Estádio Municipal de Mafra Público: 467 Árbitro: Gustavo Correia |  |

| 20 de Janeiro de 2019 | Académico de Viseu | 1 – 1  | Covilhã | Viseu                                                          |  |
| 15:00                 | Lucas Silva 13'    | Report | Mica 7' | Estádio: Estádio do Fontelo Público: 574 Árbitro: Pedro Vilaça |  |

| 20 de Janeiro de 2019 | Arouca                       | 2 – 0  | Penafiel | Arouca                                                                     |  |
| 15:00                 | Adilio 15' · André Bukia 21' | Report |          | Estádio: Estádio Municipal de Arouca Público: 855 Árbitro: Manuel Oliveira |  |

| 20 de Janeiro de 2019 | Académica de Coimbra | 1 – 0  | Oliveirense | Coimbra                                                                  |  |
| 17:00                 | Donald Djousse 62'   | Report |             | Estádio: Estádio Cidade de Coimbra Público: 3 449 Árbitro: António Nobre |  |

### 19ª Jornada
| 28 de Janeiro de 2019 | Vitória SC B               | 1 – 2  | Mafra                             | Felgueiras                                                                                |  |
| 15:00                 | Hélder Ferreira 18' (pen.) | Report | Harramiz 3' · Bruninho 88' (pen.) | Estádio: Estádio Municipal Doutor Machado de Castro Público: 374 Árbitro: Cláudio Pereira |  |

| 28 de Janeiro de 2019 | Paços de Ferreira            | 2 – 0  | Académica | Paços de Ferreira                                                    |  |
| 17:00                 | Uilton 31' · Sodiq Fatai 79' | Report |           | Estádio: Estádio Capital do Móvel Público: 1 110 Árbitro: João Matos |  |

| 28 de Janeiro de 2019 | Penafiel         | 1 – 2  | Famalicão                     | Penafiel                                                                   |  |
| 19:00                 | Rui Areias 90+3' | Report | Feliz Vaz 32' · Walterson 49' | Estádio: Estádio Municipal 25 de Abril Público: 873 Árbitro: Pedro Ramalho |  |

| 28 de Janeiro de 2019 | Olveirense                                                   | 5 – 3  | Académico de Viseu                        | Aveiro                                                                     |  |
| 20:30                 | Felix Mathaus 28' · Agdon 34' (pen.) 47' · Ença Fati 52' 86' | Report | Luisinho 11' · Pána 53' · Lucas Silva 72' | Estádio: Estádio Municipal de Aveiro Público: 292 Árbitro: Manuel Oliveira |  |

| 29 de Janeiro de 2019 | Farense | 0 – 0  | Porto B | Faro                                                            |  |
| 15:00                 |         | Report |         | Estádio: Estádio de São Luís Público: 1 626 Árbitro: Fábio Melo |  |

| 29 de Janeiro de 2019 | Estoril                                | 2 – 1  | Braga B      | Estoril                                                                      |  |
| 16:00                 | Gonçalo Santos 12' · Filipe Soares 65' | Report | Denisson 49' | Estádio: Estádio António Coimbra da Mota Público: 386 Árbitro: João Pinheiro |  |

| 29 de Janeiro de 2019 | Varzim                        | 2 – 1  | Leixões  | Póvoa de Varzim                                                         |  |
| 16:00                 | Baba 59' · Jhonatan Rubio 88' | Report | Bura 84' | Estádio: Estádio do Varzim Sport Club Público: 929 Árbitro: Jorge Sousa |  |

| 30 de Janeiro de 2019 | Benfica B                              | 3 – 1  | Arouca           | Seixal                                                   |  |
| 16:00                 | Christopher Willock 18' 65' · Jota 89' | Report | Willian Dias 88' | Estádio: Benfica Campus Público: 293 Árbitro: João Pinho |  |

| 6 de Fevereiro de 2019 | Covilhã | 3 – 0  | Cova da Piedade | Covilhã                                          |  |
| 17:00                  |         | Report |                 | Estádio: Estádio Municipal José dos Santos Pinto |  |

### 20ª Jornada
| 2 de Fevereiro de 2019 | Mafra        | 1 – 1  | Benfica B      | Mafra                                                                    |  |
| 11:00                  | Harramiz 21' | Report | José Gomes 26' | Estádio: Estádio Municipal de Mafra Público: 636 Árbitro: Iancu Vasilica |  |

| 2 de Fevereiro de 2019 | Covilhã    | 1 – 0  | Varzim | Covilhã                                                                           |  |
| 15:00                  | Adriano 7' | Report |        | Estádio: Estádio Municipal José dos Santos Pinto Público: 256 Árbitro: João Bento |  |

| 2 de Fevereiro de 2019 | Académica     | 1 – 1  | Vitória SC B    | Coimbra                                                                    |  |
| 17:00                  | João Real 10' | Report | Aziz 74' (pen.) | Estádio: Estádio Cidade de Coimbra Público: 2 643 Árbitro: Gustavo Correia |  |

| 3 de Fevereiro de 2019 | Leixões                         | 2 – 0  | Estoril | Senhora da Hora                                             |  |
| 11:15                  | André Clóvis 22' · Zé Paulo 50' | Report |         | Estádio: Estádio do Mar Público: 579 Árbitro: André Narciso |  |

| 3 de Fevereiro de 2019 | Arouca                                | 2 – 0  | Académico de Viseu | Arouca                                                                 |  |
| 15:00                  | Fábio Fortes 29' · Manuel Arteaga 88' | Report |                    | Estádio: Estádio Municipal de Arouca Público: 780 Árbitro: Jorge Sousa |  |

| 3 de Fevereiro de 2019 | Cova da Piedade | 0 – 1  | Oliveirense          | Cova da Piedade                                                                 |  |
| 15:00                  |                 | Report | Mohamed Bouldini 86' | Estádio: Estádio Municipal José Martins Vieira Público: 632 Árbitro: Fábio Melo |  |

| 3 de Fevereiro de 2019 | Porto B                           | 2 – 0  | Penafiel | Pedroso                                                               |  |
| 15:00                  | Romário Baró 40' · João Mário 88' | Report |          | Estádio: Estádio Dr. Jorge Sampaio Público: 367 Árbitro: Pedro Vilaça |  |

| 3 de Fevereiro de 2019 | Braga B          | 1 – 0  | Farense | Braga                                                             |  |
| 15:00                  | João Tavares 82' | Report |         | Estádio: Estádio 1.º de Maio Público: 367 Árbitro: José Rodrigues |  |

| 5 de Fevereiro de 2019 | Famalicão | 0 – 1  | Paços de Ferreira | Famalicão                                                                      |  |
| 20:15                  |           | Report | Junior Pius 90+1' | Estádio: Estádio Municipal 22 de Junho Público: 5 208 Árbitro: Manuel Oliveira |  |

### 21ª Jornada
| 9 de Fevereiro de 2019 | Académico de Viseu                             | 3 – 3  | Porto B                                                           | Viseu                                           |  |
| 11:00                  | Lucas Silva 8' · João Victor 33' · Diogo 90+5' | Report | Kevin Medina 12' (Gol-contra) · Romário Baró 22' · João Mário 75' | Estádio: Estádio do Fontelo Árbitro: Marco Cruz |  |

## Campeão
| Campeonato de Portugal de Segunda Divisão 2018/2019 |
| --------------------------------------------------- |
|                                                     |
| Paços de Ferreira 4° Título                         |